# Christoph Radke (Künstler)
Christoph Radke (* 1949 in Cuxhaven) ist ein deutscher zeitgenössischer Künstler.

## Leben und Werk
Christoph Radke studierte an der Hochschule für Bildende Künste in Hamburg.
Der Künstler arbeitet unter anderem mit Fotografien, die ihm als Material für eine weitergehende Bildbearbeitung dienen. In von ihm selbst angefertigten Fotografien inszeniert der Künstler den Menschen als ursprüngliche, „reine Existenz“. In der Bearbeitung fotografischen Materials aus dem Internet entstehen u. a. wie Filmstills wirkende Details einer Umgebung, die sich nur noch erahnen lässt. In einem anderen Arbeitsfeld, den Collagen, kombiniert er Fundstücke aus dem Internet mit Papieren aus seinem Atelier, die Arbeitsspuren tragen oder Fragmente von Aquarellen tragen. Die Internet-Fundstücke werden vergrößert, verkleinert, verzerrt, farblich umgearbeitet. Diese Collagen spielen mit den Polen Natur und Technik, wobei der „oft als Gegensatz empfundene(n) Gegensatz von Maschinenglauben und Natursehnsucht“ sich hier in einer Bildwelt verbindet.
In Zusammenarbeit mit Nicolaus Schmidt setzte sich Christoph Radke 2008
mit der Aktion im öffentlichen Raum, RECONSTRUCCIÓN!, während der 10. Portes Obertes in El Cabanyal, Valencia, mit dem drohenden Abriss dieses kunsthistorisch wertvollen Stadtviertels auseinander.

## Ausstellungen (Auswahl)
- 1990 Kunsthaus Hamburg, Hamburg
- 1991 Studiogalerie, Kappeln/Schlei
- 2004 Neue Arbeiten, Kunstverein auf dem Prenzlauer Berg, Berlin
- 2006 Mein schwules Auge, Schwules Museum, Berlin
- 2006 Galerie Ebene +14, Hamburg
- 2008 RECONSTRUCCIÓN!, 10. Portes Obertes, Valencia, Spanien
- 2009 Kein Grund zur Beunruhigung, Friedman Galerie und Projekt, Berlin
- 2009 corpus delicti, Kulturzentrum Adlershof, Berlin
- 2014 Collagen, Galerie der Kunststiftung K52, Berlin
- 2016 On and Beyond the Grid (zusammen mit Drew Shiflett), Galerie der Kunststiftung K52, Berlin
- 2017 SCHARFESSTÜCK – BITTERSÜSS, Kulturzentrum Adlershof, Berlin
- 2022 panta rhei, Galerie der Kunststiftung K52, Berlin